# Lophodytes
Lophodytes is een geslacht van vogels uit de familie van de eendachtigen (Anatidae). De wetenschappelijke naam van het geslacht werd in 1853 voorgesteld door Heinrich Gottlieb Ludwig Reichenbach. Het geslacht telt één soort.

## Soorten
- Lophodytes cucullatus – Kokardezaagbek